# AAE

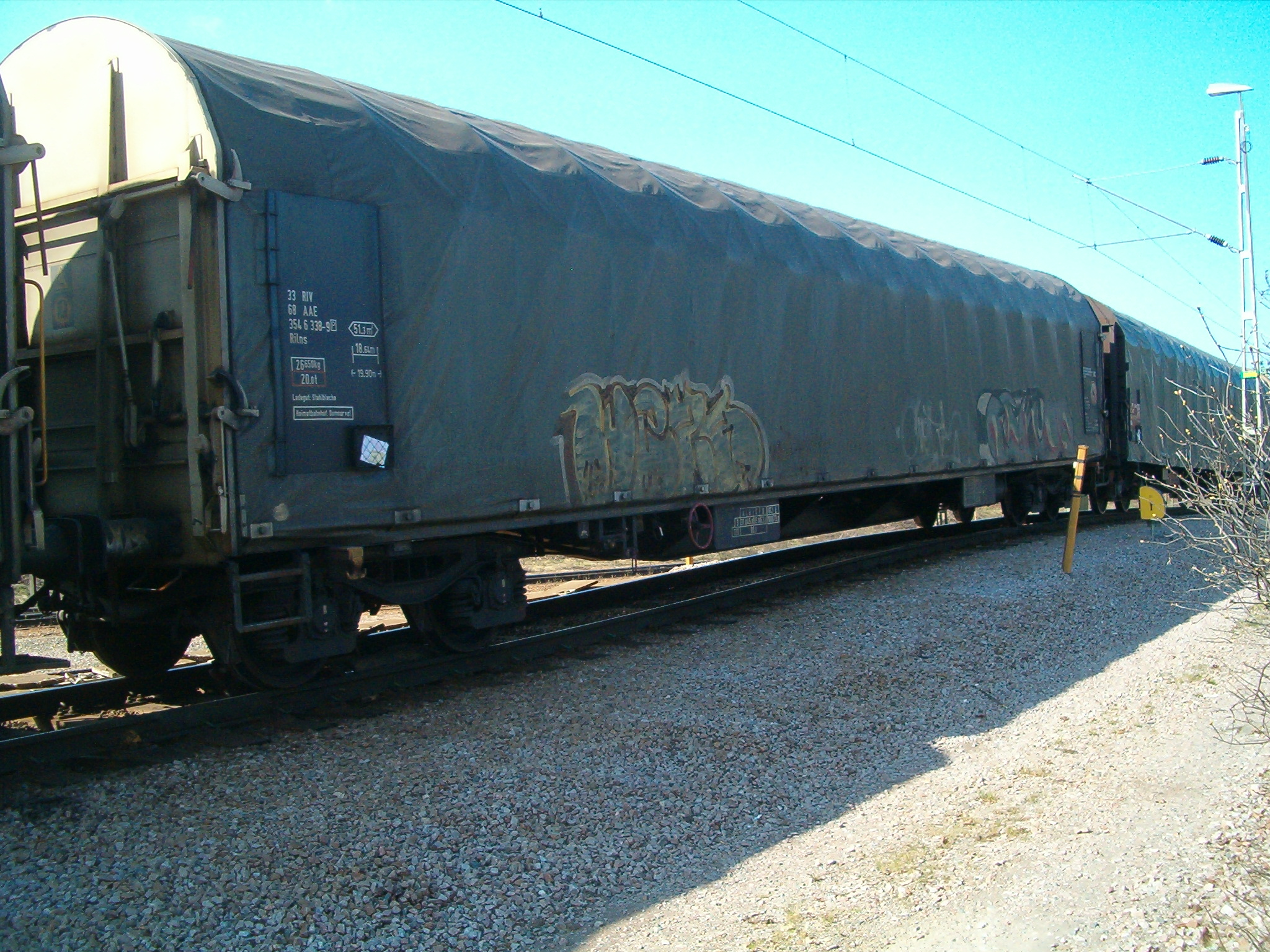
Godsvagn från AAE.

AAE, eller Ahaus Alstätter Eisenbahn, var ett privat järnvägsbolag och uthyrningsföretag för godsvagnar med huvudkontor i Baar, Schweiz, grundat 1989. Bolaget köptes 2015 upp av VTG. Med omkring 30 000 vagnar var AAE ett av de största privata vagnuthyrningsföretagen i Europa.

## Historia
AAE grundades 1989 av Andreas Goer, född 1959 i Tyskland, bosatt i Schweiz, död 8 juli 2018, i syftet att hyra ut godsvagnar. För detta ändamål förvärvades en cirka nio kilometer lång godsjärnvägslinje mellan Ahaus och Alstätte i Tyskland från AEE (Ahaus-Enscheder Eisenbahn), vilket gav tillgång till järnvägssystemet och därmed också till alla tekniska riktlinjer och kontrakt inom järnvägstransporten. Efter att det befintliga trafikavtalet med DB gick ut 1990, trafikerades linjen av DEG (Deutsche Eisenbahn-Gesellschaft) fram till 2007, varefter linjen lades ned. Fram till 2002 hade AAE sitt huvudkontor i Zug, men 2002 flyttades huvudkontoret till Baar, Schweiz.
Under 1990-talet och 2000-talet expanderade vagnuthyrningen stadigt. 1994 förvärvade det amerikanska godshyrningsföretaget GATX (General American Transportation Corporation) en minoritetsandel av aktierna på 37,5% i AAE, som då hade cirka 2 500 vagnar. År 2013 köptes GATX-aktierna tillbaka av AAE:s ägare.
Den 29 september 2014 tillkännagavs att VTG skulle ta över AAE, som då hade 30 000 vagnar med en medelålder på 15 år. Genom övertagandet av AAE, som fullbordades i januari 2015, utökades VTG:s vagnantal från 50 000 till 80 000 vagnar. AAE var vid uppköpet verksamt i 24 länder i Europa, inklusive Ryssland.
AAE:s godsvagnar kördes under någon tid i följande länder: Sverige, Tyskland, Belgien, Nederländerna, Storbritannien, Nordmakedonien, Danmark, Ungern, Österrike, Norge, Rumänien, Luxemburg, Serbien, Montenegro, Schweiz, Slovenien, Monaco, Polen, Italien, Tjeckien, Slovakien, Bosnien och Hercegovina, Vatikanstaten, Liechtenstein, Kroatien, Grekland, Bulgarien, Frankrike och den europeiska delen av Turkiet.